# فقرو
فقرو قرية تتبع ناحية سلحب في منطقة الغاب في غرب محافظة حماة في سورية.
تقع بلدية فقرو في أقصى الجهة الغربية لمحافظة حماة على طرف سهل الغاب غربا تحدها جنوبا قرية نهرالبارد وشمالا قرية بركة الجراص وشرقا سهل الغاب وغربا سلسلة الجبال الغربية. تبعد عن مركز مدينة حماة 60 كم. ترتبط بسلحب بطريق معبد 10 كم وبالسقيلبية 16 كم يمر فيها الطريق المؤدي إلى جسر الشغور من اتستراد حماة جبلة. تبلغ مساحة المخطط التنظيمي لمجموع القرى 102 هكتار. تحيط بها غربا غابة حراجية غناء تنتشر فيها أشجار السنديان والغار والزعرور وتعيش فيها حيوانات وطيور البرية.
سكان القرية يعمل معظمهم بالزراعة وتربية المواشي والأعمال الحرة. جميع أراضي القرية أملاك دولة (إصلاح زراعي) ولا توجد أملاك خاصة.